# Pekel A (waterschap)
Pekel A is een voormalig waterschap in de provincie Groningen.
Het waterschap was een afsplitsing van Westerwolde, ontstaan omdat de ingelanden meenden geen profijt te hebbenvan de reglementair aangelegde werken. De gronden waterden bijna geheel af op het Pekelderhoofddiep en de Pekel A. Het schap had de zorg voor de hoofdafwatering via de beide kanalen. 
Waterstaatkundig gezien ligt het gebied sinds 2000 binnen dat van het waterschap Hunze en Aa's.